# Пенькі (Луківський повіт)
Пенькі (пол. Pieńki) — село в Польщі, у гміні Серокомля Луківського повіту Люблінського воєводства.
Населення — 233 особи (2011).
У 1975-1998 роках село належало до Седлецького воєводства.

## Демографія
Демографічна структура станом на 31 березня 2011 року:
|          | Загалом | Допрацездатний вік | Працездатний вік | Постпрацездатний вік |
| -------- | ------- | ------------------ | ---------------- | -------------------- |
| Чоловіки | 116     | 31                 | 68               | 17                   |
| Жінки    | 117     | 24                 | 55               | 38                   |
| Разом    | 233     | 55                 | 123              | 55                   |